# Shiro (ciruela)
Shiro es una variedad cultivar de ciruelo (Prunus salicina), de las denominadas ciruelas japonesas (aunque las ciruelas japonesas en realidad se originaron en China, fueron llevadas a los EE. UU. a través de Japón en el siglo XIX).
Una variedad que crio y desarrolló a finales del siglo XIX Luther Burbank en Santa Rosa (California), siendo un híbrido complejo resultado del cruce de Prunus simonii X Prunus salicina X Prunus cerasifera X Prunus munsoniana. 
Las frutas tienen una pulpa de color amarillo claro, transparente, con textura semi-firme o blanda, suave, jugoso y medianamente dulce con muy poca acidez, muy bueno, típico de las denominadas ciruelas japonesas. Tolera las zonas de rusticidad según el departamento USDA, de nivel 5 a 9.

## Sinonimia
- "Golden Japan".

## Historia
'Shiro' variedad de ciruela, de las denominadas ciruelas japonesas con base de Prunus salicina, que fue desarrollada y cultivada por primera vez en el jardín del famoso horticultor Luther Burbank en Santa Rosa (California) siendo un híbrido complejo resultado del cruce de Prunus simonii X Prunus salicina X Prunus cerasifera X Prunus munsoniana. Burbank realizaba investigaciones en su jardín personal y era considerado un artista del fitomejoramiento, que intentaba muchos cruces diferentes mientras registraba poca información sobre cada experimento.
Las ciruelas 'Shiro' se desarrollaron a finales del siglo XIX en Santa Rosa, una ciudad en el condado de Sonoma en el norte de California. Fueron introducidas en los circuitos comerciales en 1899, siendo particularmente notable por su importancia para la industria del transporte de frutas de California.
Aunque Luther Burbank originalmente llamó a esta ciruela 'Perfection', más tarde le cambió el nombre a 'Wickson' en honor al eminente pomólogo Edward J. Wickson.

## Características
'Shiro' árbol medio y vigoroso, siendo su fuerte crecimiento erguido una característica notable de la variedad, extendido, bastante productivo. Flor blanca, autocompatible en su polinización, mejora con buenos polinizadores tal como 'Golden Japan', 'Friar', 'Santa Rosa' y 'Laroda', está considerada buena polinizadora para otras variedades, y puede tener una floración muy extendida según las condiciones climáticas, que tiene un tiempo de floración que comienza a partir del 18 de abril con el 10% de floración, para el 21 de abril tiene una floración completa (80%), y para el 8 de mayo tiene un 90% de caída de pétalos.
'Shiro' tiene una talla de fruto pequeño a medio (crecen alrededor de 2,5 centímetros de diámetro), de forma ovalada, con una muy ligera depresión en zona ventral a lo largo de la sutura, ligeramente asimétrica; epidermis tiene una piel delgada, tersa y suave con un color base verde claro que madura a amarillo ámbar uniforme, a veces con un muy ligero rubor rosado, siendo su piel exterior delgada y de sabor agrio, mientras que la piel interior es de color amarillo dorado y semitransparente, lenticelas muy escasas de tamaño muy pequeño, blanquecino; pulpa de color amarillo  claro, transparente, con textura semi-firme o blanda, suave, jugoso y medianamente dulce con muy poca acidez, muy bueno, típico de las denominadas ciruelas japonesas.
Hueso muy adherente, pequeño o medio, elíptico, truncadura muy amplia, zona pistilar apuntada, asimétrico, se clasifican como "clingstones", lo que significa que quitar el hueso requiere un poco de trabajo.
Su tiempo de recogida de cosecha se inicia en su maduración de segunda decena de julio. Las ciruelas 'Shiro' son blandas cuando están maduras y pueden magullarse fácilmente.

## Usos
Las ciruelas 'Shiro' son buenas en fresco para comer directamente del árbol, también muy buenas en postres de cocina como tartas y pasteles, y se  utilizan comúnmente para hacer conservas y mermeladas.

## Cultivo
Las ciruelas 'Shiro' son populares en los huertos familiares de Estados Unidos y Canadá. Los ciruelos son longevos, y no es raro oír hablar de ciruelos 'Shiro' que tienen 40 años. Llevan atractivas flores blancas, y la fruta dorada se considera como un plus en el jardín.